# Castaignos-Souslens
Castaignos-Souslens (gaskonsko Castanhós de Solens) je naselje in občina v francoskem departmaju Landes regije Akvitanije. Naselje je leta 2009 imelo 382 prebivalcev.

## Geografija
Kraj leži v pokrajini Gaskonji 41 km jugovzhodno od Daxa.

## Uprava
Občina Castaignos-Souslens skupaj s sosednjimi občinami Amou, Argelos, Arsague, Bassercles, Bastennes, Beyries, Bonnegarde, Brassempouy, Castelnau-Chalosse, Castel-Sarrazin, Donzacq, Gaujacq, Marpaps, Nassiet in Pomarez sestavlja kanton Amou s sedežem v Amouju. Kanton je sestavni del okrožja Dax.

## Zanimivosti
- cerkev sv. Janeza Krstnika;